# Raymond Gaillard

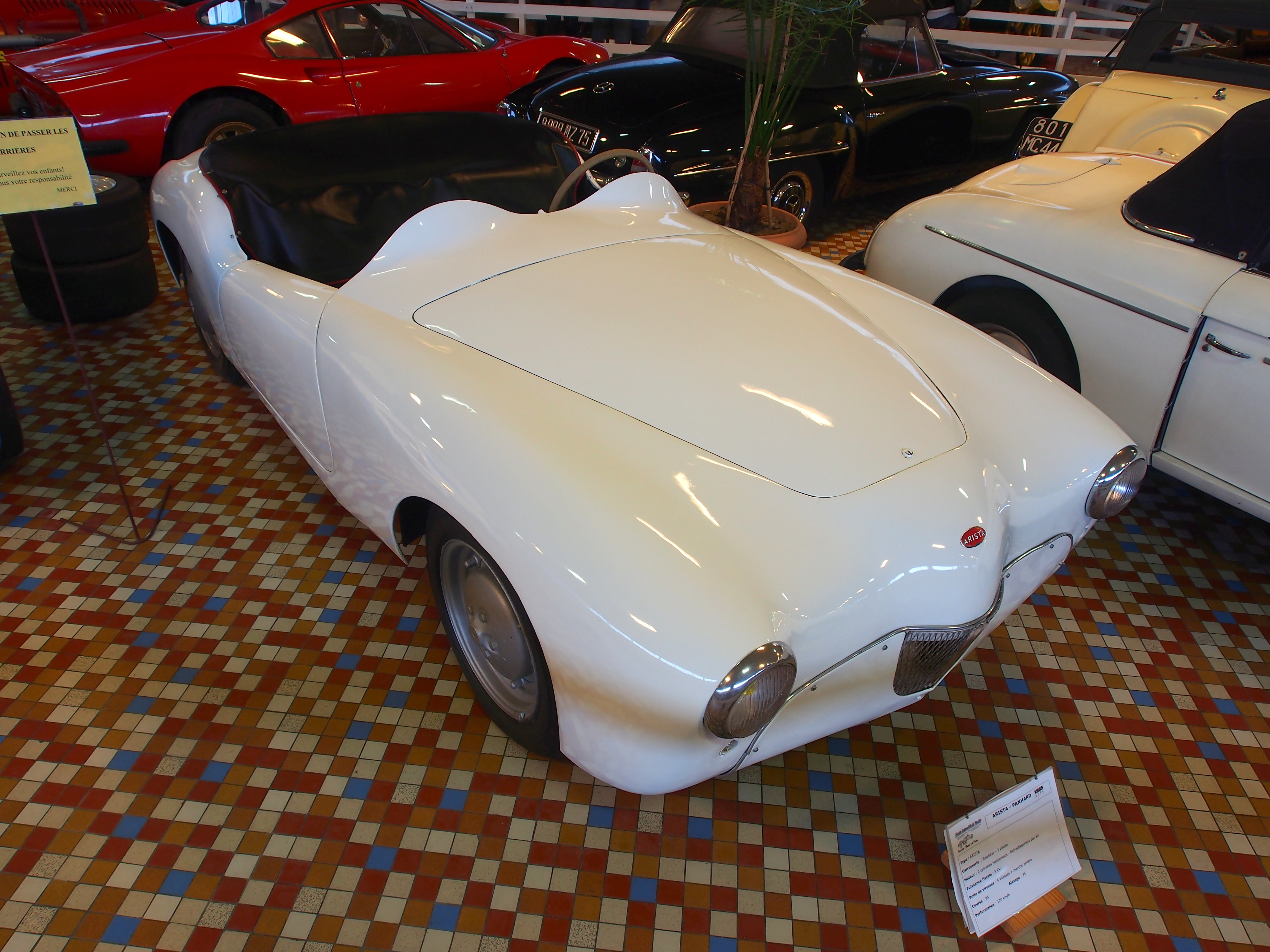
Arista von 1954

Raymond Louis Marie Gaillard (* 20. September 1904 in Poitiers; † 13. April 1973 in Saint-Tropez) war ein französischer Unternehmer und Autorennfahrer.

## Unternehmer
Raymond Gaillard betrieb ab den 1930er-Jahren einen Panhard-Fahrzeughandel in Paris. Nach dem Ende des Zweiten Weltkriegs verkaufte er in seinem Autohandel Grand Garage Molière in der Rue du Ranelagh 64 im 16. Arrondissement Modelle des 1949 gegründeten Unternehmens Société Callista. 1956 gründete Gaillard am selben Standort ein eigenes Automobilproduktionsunternehmen, Automobiles Arista. Bis 1963 entstanden 196 Fahrzeugaufbauten auf Panhard-Fahrgestellen.

## Karriere im Motorsport
Zwischen 1934 und 1953 war Gaillard, mit großen Abständen zwischen den Einsätzen, auch als Rennfahrer aktiv. 1934 gab er sein Debüt beim 24-Stunden-Rennen von Le Mans. Dieses 24-Stunden-Rennen bestritt er insgesamt fünfmal. Beste Platzierung war der 16. Gesamtrang 1952, gemeinsam mit Pierre Chancel auf einem Panhard X84 Sport. Seinen größten Erfolg erzielte er mit dem fünften Rang bei einem Sportwagenrennen in Marrakesch 1953 und seinen letzten Einsatz hatte er beim 12-Stunden-Rennen von Casablanca im selben Jahr, wo der eingesetzte Lancia nach Defekt ausfiel.

## Statistik

### Le-Mans-Ergebnisse
| Jahr | Team             | Fahrzeug                 | Teamkollege    | Platzierung | Ausfallgrund |
| ---- | ---------------- | ------------------------ | -------------- | ----------- | ------------ |
| 1934 | Raymond Gaillard | Rally NCP                | Paul Vallée    | Ausfall     | Unfall       |
| 1935 | Raymond Gaillard | Singer 9 Le Mans Replica | Maurice Aimé   | Rang 22     |              |
| 1950 | Raymond Gaillard | Callista Ran             | Pierre Chancel | Rang 28     |              |
| 1951 | Raymond Gaillard | Panhard X84              | Pierre Chancel | Rang 26     |              |
| 1952 | Raymond Gaillard | Panhard X84 Sport        | Pierre Chancel | Rang 16     |              |